# Wielka Łąka
Wielka Łąka – wieś w Polsce, położona w województwie kujawsko-pomorskim, w powiecie golubsko-dobrzyńskim, w gminie Kowalewo Pomorskie.

## Podział administracyjny
| SIMC    | Nazwa  | Rodzaj    |
| ------- | ------ | --------- |
| 0845393 | Krupka | część wsi |

W latach 1975–1998 miejscowość administracyjnie należała do województwa toruńskiego.

## Demografia
Według Narodowego Spisu Powszechnego (III 2011 r.) wieś liczyła 787 mieszkańców. Jest największą miejscowością gminy Kowalewo Pomorskie.

## Zabytki
Według rejestru zabytków NID na listę zabytków wpisany jest kościół parafialny pw. św.św. Katarzyny i Małgorzaty, XIII/XIV w., gruntownie przebudowany w latach 1861-63 wg projektu Johanna Eduarda Jacobstahla, nr rej.: A/254 z 7.07.1980.